# Ádám Lomb
Ádám Lomb (* 9. Juli 2001 in Törökbálint) ist ein ungarischer Leichtathlet, der sich auf den Langstreckenlauf spezialisiert hat.

## Sportliche Laufbahn
Erste internationale Erfahrungen sammelte Ádám Lomb bei den Straßenlauf-Europameisterschaften 2025 in Löwen, bei denen er nach 1:07:51 h auf den 38. Platz im Halbmarathon gelangte. Anschließend belegte er bei den World University Games in Bochum in 1:04:44 h den achten Platz.
2022 wurde Lomb ungarischer Meister im 5000-Meter-Lauf, 2023 im Halbmarathon sowie 2024 über 10.000 Meter.

## Persönliche Bestzeiten
- 1500 Meter: 3:46,19 min, 14. Juli 2024 in Budapest
- 3000 Meter: 8:14,04 min, 19. Juni 2024 in Zenica
  - 3000 Meter (Halle): 8:18,42 min, 27. Februar 2022 in Nyíregyháza
- 5000 Meter: 14:11,01 min, 11. Juli 2025 in Budapest
- 10.000 Meter: 29:16,13 min, 26. April 2025 in Szekszárd
- 10-km-Straßenlauf: 29:41 min, 12. Januar 2025 in Valencia
- Halbmarathon: 1:04:41 h, 13. Oktober 2024 in Zagreb